# Serguéi Gritsevéts
Serguéi Ivánovich Gritsevéts (en ruso: Сергей Иванович Грицевец; Baránavichi, 19 de julio de 1909 - 16 de septiembre de 1939) fue un mayor de la Fuerza Aérea Soviética, piloto y dos veces condecorado como Héroe de la Unión Soviética, dos con la Orden de la Bandera Roja y otras dos con la Orden de Lenin.

## Biografía
En 1931 se alistó en el Ejército Rojo, donde completó el entrenamiento de piloto en la escuela militar de Orenburg en 1932 y el entrenamiento de combate aéreo en 1936 en la escuela de pilotos de Odesa. En la primavera de 1938 se presentó voluntario para ir a China, donde participó en combates contra tropas japonesas atacando Wuhan y consiguiendo dos o tres victorias en un combate aéreo de 30 minutos, en el que 21 aviones japoneses fueron derribados. Gritsevets voló con un Polikarpov I-15 biplano o con un I-16 monoplano.
Ese mismo año, Gritsevets se presentó también voluntario para servir en la guerra civil española en defensa de la Segunda República, donde estuvo hasta finales de 1938, cuando todos los pilotos soviéticos tuvieron que regresar. Voló con un I-16, consiguió 30 victorias aéreas en España, recibiendo su primer título de Héroe de la Unión Soviética, junto con la Estrella de Oro el 22 de febrero de 1939.
El 29 de mayo de 1939, un grupo de 48 pilotos experimentados, incluyendo a Gritsevets, fueron enviados a Mongolia para servir como espina dorsal de la nueva fuerza aérea que había sido derrotada por los japoneses y diezmada por los arrestos del Comisariado del Pueblo. Allí, Gritsevets participó en muchas acciones contra los aviones japoneses. El 26 de junio, durante la Batalla de Jaljin Gol, Gritsevets aterrizó su I-16 junto a su comandante, el mayor V. Zabalúiev, quien tenía el motor estropeado y había tenido que aterrizar en territorio hostil, 60 kilómetros en el interior de las líneas japonesas. Zabalúiev subió al avión de Gritsevets y juntos escaparon. Por ello, junto con otra acción que hizo durante el conflicto, recibió un segundo título de Héroe de la Unión Soviética el 29 de agosto de ese año. En total, durante todo ese tiempo Gritsevets abatió 11 aviones japoneses.
El 12 de septiembre de 1939, Gritsevets y 20 pilotos más fueron enviados a Ucrania en previsión a la invasión de Polonia del 17 de septiembre. Gritsevets murió el día anterior, el 16, en un accidente en Bolbásovo, cerca de Vítebsk, cuando un avión impactó con el suyo cuando se preparaba para despegar. Gritsevets abatió 42 aviones enemigos, dos de ellos volando con biplanos. Un monumento en su honor fue erigido en Baránavichi.